# Ollywood
L'Industria cinematografica di Orissa o Ollywood è il cinema indiano di lingua oriya dello stato di Orissa con sede nelle città di Bhubaneswar e Cuttack. 
Il primo film risale al 1934 dal titolo Sita Biwah, per la regia di Mohan Sunder Dev Goswami. Molti inconvenienti ci furono durante la produzione del film; a questo è dovuto anche il fatto che fino al 1951 ne furono prodotti solamente altri cinque anno in cui fu prodotto il film Rolls – 28, primo film ad avere il titolo in lingua inglese. Nel 1960 uscì il film Sri Lokenath, che vinse un premio. Nel 1962 Prashanta Nanda, regista del film, vinse il "National Film Award for Best Feature Film in Oriya" per il suo film d'esordio Nua Bou. Nanda lavorò fin dal 1939 con il cinema di Orissa, ma solo dal 1976 lavorò come attore, regista, sceneggiatore, paroliere e cantante. Nanda infatti, oltre al premio nel 1962, vinse anche alcuni premi per altri film negli anni 1960, 1966 e 1969. Negli anni 1990 la produzione cinematografica è cresciuta notevolmente, così come negli anni 2000 e 2010.